# Einwand des freien Standes der Technik
Einwand des freien Standes der Technik, auch "Einrede..." genannt, ist ein Verteidigungsmittel eines vom Patentinhaber der Patentverletzung Bezichtigten. Dieser macht im Patentverletzungsprozess geltend, seine vom Patentinhaber gerügten Benutzungshandlungen entsprächen nur dem vor dem Anmeldezeitrang des Patents jedermann zugänglichen "freien" Stand der Technik und seien deshalb nicht rechtswidrig.

## Vorgeschichte

### Ausschlussfrist
Man muss den Einwand des freien Standes der Technik vor dem Hintergrund des § 37 Abs. 3 Patentgesetz alter Fassung (PatG a.F.) sehen. Nach dieser Vorschrift galt eine so genannte Ausschlussfrist (Präklusivfrist) dergestalt, dass ein Patent nur innerhalb einer Frist von fünf Jahren (nach Erteilung) durch eine Nichtigkeitsklage angegriffen werden konnte. Nach Ablauf dieser Frist war das Patent – ungeachtet eines (eventuell erst später erkannten) dasselbe vorwegnehmenden Standes der Technik unangreifbar geworden.

### Rechtsprechung des Reichsgerichts
Bei dem sich aus der vorstehend dargelegten Situation ergebenden Interessengegensatz, Patentinhaber einerseits, Allgemeinheit andererseits, erachtete das Reichsgericht (RG) in seiner Entscheidung vom 7. Januar 1938 das Recht der Allgemeinheit an möglichst monopolfreier Teilhabe an den gegebenen technischen Errungenschaften als schwerer wiegend und beschränkte die Rechte des Patentinhabers (Alleinbenutzungsrecht und Verbotsrecht) auf den "unmittelbaren Gegenstand" des Patents unter Ausschluss aller eventuell denkbaren äquivalenten Lösungsmerkmale. Einen vollständigen Wegfall der Schutzwirkung des Klagepatents hat das RG allerdings abgelehnt. Zur Begründung wies es darauf hin, dass kein Rechtssatz bestehe, wonach vorbenutzte und vorbeschriebene Gegenstände ohne alle Rücksicht auf einen später erteilten Patentschutz auf jeden Fall gemeinfrei würden. Freilich ließ sich ein in seinem Schutzumfang derartig eingeschränktes Patent vergleichsweise leicht umgehen.

## Relevanz nach heutiger Rechtslage

### Situation nach Wegfall der Ausschlussfrist
Der Einwand des freien Standes der Technik läuft indirekt auf die Behauptung hinaus, das Klagepatent entfalte keinerlei Schutzwirkung, weil es sich bei der darin beanspruchten Erfindung lediglich um den Stand der Technik handele, der vor dem Anmeldetag des Patents bereits bekannt und daher für jedermann "frei" benutzbar war. Konsequenterweise hätte das Klagepatent somit überhaupt nicht erteilt werden dürfen. Für eine derartige Argumentation ist nach dem Wegfall der im § 37 Abs. 3 PatG a.F. normierten fünfjährigen Ausschlussfrist im Rahmen des Patentverletzungsprozesses eigentlich kein Raum mehr. Denn der Beklagte hat ja nun jederzeit die Möglichkeit, das Klagepatent mit einer Nichtigkeitsklage (§ 81PatG) anzugreifen. Ungeachtet dessen bleibt der Einwand des freien Standes der Technik auch in Anbetracht der Kompetenzverteilung zwischen den Erteilungsbehörden (Deutsches Patent- und Markenamt (DPMA) und Bundespatentgericht) und Nichtigkeitsinstanzen (Bundespatentgericht und Bundesgerichtshof (BGH)) einerseits und den Verletzungsstreitgerichten (ordentliche Gerichtsbarkeit) andererseits sowie der Tatbestandswirkung des erteilten Patents als Verwaltungsakt der Erteilungsbehörde weiterhin umstritten.

### Rechtsprechung des Bundesgerichtshofs
Nach der grundlegenden, so genannten Formstein-Entscheidung des BGH von 1987 ist im Patentverletzungsprozess eine Erhebung des Einwandes des freien Standes der Technik nur dann zulässig, wenn eine vom Patentinhaber (Kläger) als äquivalente Benutzung der patentierten Erfindung angegriffene Ausführungsform des Beklagten mit Rücksicht auf den Stand der Technik keine Erfindung darstellt. In diesem Fall sei keine Patentverletzung gegeben. Bei einer identischen, d. h. mit dem Wortsinn der Patentansprüche des Klagepatents übereinstimmenden Kollision dagegen liege Patentverletzung vor, und der vom Beklagten erhobene Einwand des freien Standes der Technik sei in diesem Fall irrelevant.
Bei dem in diesem Zusammenhang zu berücksichtigenden Stand der Technik ist auf die betreffenden Merkmale des § 3PatG abzustellen. Es gelten für den Stand der Technik also die gleichen Regeln wie bei der Beurteilung der Schutzfähigkeit des Klagepatents, und zwar unabhängig davon, ob dieser Stand der Technik im Erteilungsverfahren des Klagepatents berücksichtigt worden ist.